# Distribuzione di Rice
In teoria delle probabilità la distribuzione di Rice è una distribuzione di probabilità continua che descrive la distanza dall'origine di un punto aleatorio del piano euclideo "distribuito intorno a" un altro punto. Generalizza la distribuzione di Rayleigh.
Prende il nome dall'ingegnere statunitense Stephen Rice, che la descrisse nel 1945.
Viene utilizzata per descrivere segnali elettromagnetici che si propagano lungo diversi cammini prima di essere ricevuti da un'antenna (multipath fading).

## Definizione
La distribuzione di Rayleigh di parametro {\displaystyle \sigma ^{2}} descrive la distanza dall'origine di un punto {\displaystyle P(X,Y)} le cui coordinate sono variabili aleatorie indipendenti con distribuzione normale {\displaystyle {\mathcal {N}}(0,\sigma ^{2})}, ovvero la variabile aleatoria
{\displaystyle {\sqrt {X^{2}+Y^{2}}}}.
La distribuzione di Rice di parametri {\displaystyle (\nu ,\sigma ^{2})} descrive la distanza dall'origine di {\displaystyle P+Q} (o simmetricamente la distanza di {\displaystyle P} da {\displaystyle Q}), dove la distanza di {\displaystyle Q} dall'origine è {\displaystyle \nu }.
In altri termini, la distribuzione di Rice di parametri {\displaystyle (\nu ,\sigma ^{2})} descrive la variabile aleatoria
{\displaystyle Z={\sqrt {X^{2}+Y^{2}}}}
dove {\displaystyle X} e {\displaystyle Y} sono variabili aleatorie indipendenti con distribuzioni normali {\displaystyle {\mathcal {N}}(\mu _{1},\sigma ^{2})} e {\displaystyle {\mathcal {N}}(\mu _{2},\sigma ^{2})} con 
{\displaystyle \mu _{1}^{2}+\mu _{2}^{2}=\nu ^{2}}.
Questa descrizione è legata all'isotropia di {\displaystyle P}.
La funzione di densità di probabilità della distribuzione di Rice di parametri {\displaystyle (\nu ,\sigma ^{2})} è
{\displaystyle f(z)={\frac {z}{\sigma ^{2}}}e^{-{\frac {z^{2}+\nu ^{2}}{2\sigma ^{2}}}}I_{0}({\frac {z\nu }{\sigma ^{2}}})={\frac {z}{\sigma ^{2}}}e^{-{\frac {z^{2}}{2\sigma ^{2}}}}e^{-{\frac {\nu ^{2}}{2\sigma ^{2}}}}I_{0}({\frac {z\nu }{\sigma ^{2}}})},
dove {\displaystyle I_{0}} è la funzione di Bessel di primo tipo modificata.
Per {\displaystyle \nu =0} la funzione diventa la funzione di densità di probabilità della distribuzione di Rayleigh,
{\displaystyle f(z)={\frac {z}{\sigma ^{2}}}e^{-{\frac {z^{2}}{2\sigma ^{2}}}}}.

## Caratteristiche
La distribuzione di Rice di parametri {\displaystyle (\nu ,\sigma ^{2})} ha momenti semplici di ordine pari che si possono esprimere come polinomi in {\displaystyle \nu } e {\displaystyle \sigma ^{2}}, come 
{\displaystyle \mu _{2}=2\sigma ^{2}+\nu ^{2}}.
I momenti semplici di ordini dispari non hanno invece una formula così semplice; possono essere espressi tramite una generalizzazione dei polinomi di Laguerre, come
{\displaystyle \mu _{1}=\sigma {\sqrt {\pi /2}}L_{1/2}(-\nu ^{2}/2\sigma ^{2})}.

## Altre distribuzioni
Per {\displaystyle \nu =0} la distribuzione di Rice diventa la distribuzione di Rayleigh.
Come il quadrato di una variabile aleatoria con distribuzione di Rayleigh di parametro {\displaystyle \sigma ^{1}=1} segue la distribuzione chi quadrato {\displaystyle \chi ^{2}(2)} a due gradi di libertà, così il quadrato di una variabile aleatoria con distribuzione di Rice di parametri {\displaystyle (\nu ,1)} segue la distribuzione chi quadrato non centrale {\displaystyle \chi ^{2}(2,\nu ^{2})} con due gradi di libertà e parametro di non centralità {\displaystyle \nu ^{2}}.
Se {\displaystyle N} è una variabile aleatoria con distribuzione di Poisson {\displaystyle {\mathcal {P}}({\tfrac {\nu ^{2}}{2\sigma ^{2}}})} e {\displaystyle W} è una variabile aleatoria con distribuzione chi quadrato {\displaystyle \chi ^{2}(2N+2)}, allora {\displaystyle Z={\sqrt {\sigma ^{2}W}}} segue la distribuzione di Rice di parametri {\displaystyle (\nu ,\sigma ^{2})}.